# Árgushalfélék

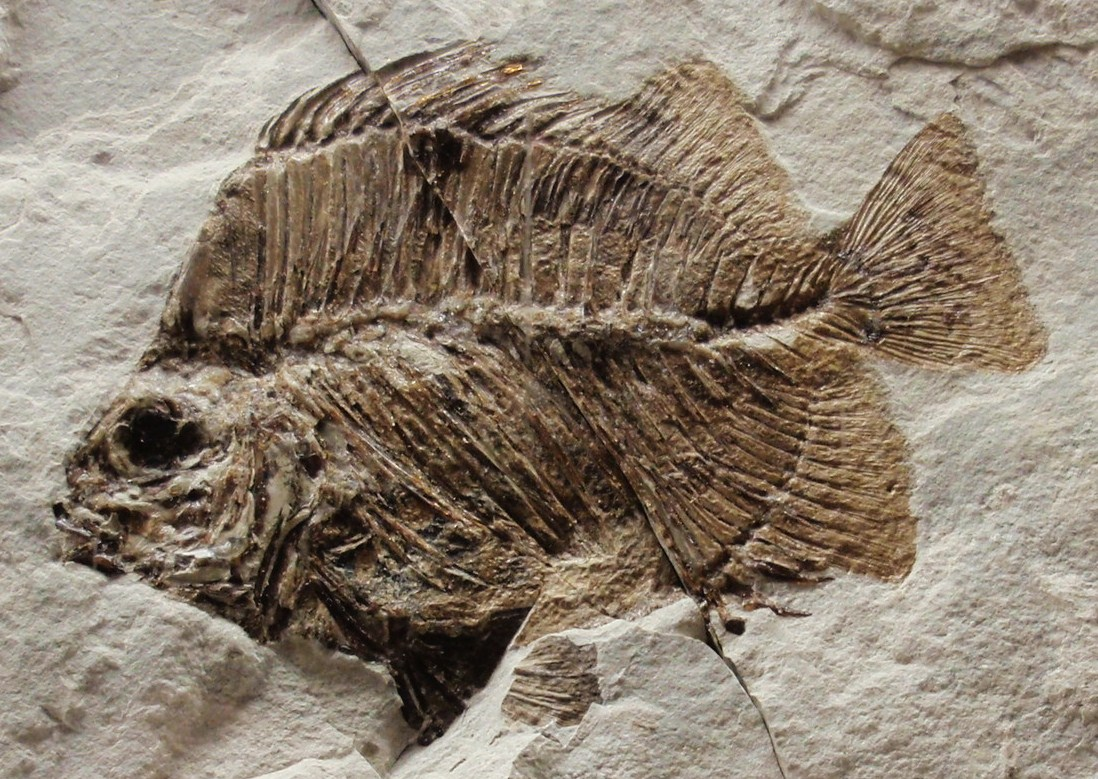
A fosszilis Scatophagus frontalis

Az árgushalfélék (Scatophagidae) a sugarasúszójú halak (Actinopterygii) osztályába és a sügéralakúak (Perciformes) rendjébe tartozó család.

## Tudnivalók
Az árgushalfélék az Indiai- és a Csendes-óceán nyugati részén őshonosak. A nyolcvanas évektől kedvelt akváriumi halakká váltak. Az ivadék képes az édesvízben is megélni, de a felnőtt már csak a brakk- és a sósvizet tűri; 2,5 gallon (kb.10–11 liter) víz 3–4 teáskanálnyi sót kell hogy tartalmazzon. Az Afrikában élő Scatophagus tetracanthus képes élni és szaporodni az édesvízben is. A legnagyobb fajok elérik a 38 centiméteres hosszúságot. Fogságban, ha jó az akváriumi berendezés, ezek a halak elérik a 20 és ennél több éves kort. Az árgushalak mindenfélét megesznek, mind az algát, mind az ürüléket is; valószínűleg innen ered a tudományos nevük, mivel a görög „skatos” ürüléket és a „phagein” evést, evőt jelent.

## Rendszerezés
A családba 2 nem, 4 recens faj és 1 fosszilis faj tartozik:
- Scatophagus
- Selenotoca

### Fordítás
- Ez a szócikk részben vagy egészben  a   Scatophagidae című angol Wikipédia-szócikk fordításán alapul.  Az eredeti cikk szerkesztőit annak laptörténete sorolja fel. Ez a jelzés csupán a megfogalmazás eredetét és a szerzői jogokat jelzi, nem szolgál a cikkben szereplő információk forrásmegjelöléseként.